# Dimeatidae
Dimeatidae zijn een familie van zakpijpen (Ascidiacea) uit de orde van de Phlebobranchia.

## Geslachten
- Dimeatus Monniot C. & Monniot F., 1982